# Premiership Rugby 2016-2017
Premiership Rugby 2016-17 fu il 30º campionato nazionale inglese di rugby a 15 di prima divisione.
Si tenne dal 2 settembre 2016 al 27 maggio 2017 tra 12 squadre, che si incontrarono nella stagione regolare a girone unico che designò le quattro contendenti ai play-off per il titolo finale.
Il torneo fu noto anche come Aviva Premiership a seguito di accordo di naming stipulato a luglio 2010 con la compagnia britannica d'assicurazioni Aviva e successivamente rinnovato nel 2013.
I play-off videro due semifinali estremamente combattute e decise di misura: la capolista Wasps sconfisse Leicester in semifinale con un solo punto di scarto, mentre invece due furono i punti con cui Exeter batté i Saracens campioni uscenti.
Finale decisa di altrettanto stretta misura, risoltasi per la seconda volta in assoluto ai tempi supplementari: alla fine degli ottanta minuti regolamentari Exeter e Wasps erano incollate sul 20 pari, risultato perfettamente speculare anche nella composizione (due mete trasformate e due calci piazzati a testa).
A due minuti dalla fine del primo supplementare, una punizione del capitano irlandese dell'Exeter Gareth Steenson valse alla sua squadra i tre punti necessari e sufficienti a vincere la partita 23-20 e a conquistare il suo primo titolo di campione d'Inghilterra.
La settima classificata Northampton fu destinata allo spareggio contro le squadre in analoga posizione del Top 14 francese e del Pro14 per un posto nella Champions Cup 2017-18.
A retrocedere in Championship fu Bristol, per la quarta volta in meno di vent'anni.
Il valore delle marcature, come stabilito dall’IRFB nel 1992, era: 5 punti per ciascuna meta (7 se trasformata), 3 punti per la realizzazione di ciascun calcio piazzato, idem per il drop.

## Squadre partecipanti
| Club        | Sponsor | Città               | Impianto interno         |
| ----------- | ------- | ------------------- | ------------------------ |
| Bath        |         | Bath                | Recreation Ground        |
| Bristol     |         | Bristol             | Ashton Gate Stadium      |
| Exeter      |         | Exeter              | Sandy Park               |
| Gloucester  |         | Gloucester          | Kingsholm                |
| Harlequins  |         | Londra              | The Stoop                |
| Leicester   |         | Leicester           | Welford Road             |
| Newcastle   |         | Newcastle upon Tyne | Kingston Park            |
| Northampton |         | Northampton         | Franklin’s Gardens       |
| Sale Sharks |         | Salford             | Salford City Stadium     |
| Saracens    |         | Londra              | Barnet Copthall          |
| Wasps       |         | Coventry            | City of Coventry Stadium |
| Worcester   |         | Worcester           | Sixways                  |

## Stagione regolare

### Risultati
|            | 1ª giornata              |       |
| ---------- | ------------------------ | ----- |
| 2-9-2016   | Gloucester – Leicester   | 31-38 |
| 2-9-2016   | Newcastle – Sale Sharks  | 19-17 |
| 3-9-2016   | Saracens – Worcester     | 35-3  |
| 3-9-2016   | Northampton – Bath       | 14-18 |
| 3-9-2016   | Harlequins – Bristol     | 21-19 |
| 4-9-2016   | Wasps – Exeter           | 25-20 |
|            |                          |       |
|            | 4ª giornata              |       |
| 23-9-2016  | Bristol – Exeter         | 17-41 |
| 24-9-2016  | Gloucester – Newcastle   | 13-18 |
| 24-9-2016  | Harlequins – Saracens    | 17-10 |
| 24-9-2016  | Northampton – Wasps      | 15-20 |
| 24-9-2016  | Worcester – Sale Sharks  | 34-34 |
| 25-9-2016  | Leicester – Bath         | 34-14 |
|            |                          |       |
|            | 7ª giornata              |       |
| 28-10-2016 | Northampton – Gloucester | 23-20 |
| 29-10-2016 | Bristol – Sale Sharks    | 13-31 |
| 29-10-2016 | Harlequins – Worcester   | 36-14 |
| 29-10-2016 | Saracens – Leicester     | 24-10 |
| 29-10-2016 | Wasps – Newcastle        | 31-6  |
| 30-10-2016 | Exeter – Bath            | 10-13 |
|            |                          |       |
|            | 10ª giornata             |       |
| 2-12-2016  | Sale Sharks – Exeter     | 3-21  |
| 2-12-2016  | Bath – Saracens          | 14-11 |
| 2-12-2016  | Gloucester – Bristol     | 26-18 |
| 2-12-2016  | Leicester – Northampton  | 19-11 |
| 2-12-2016  | Worcester – Wasps        | 12-26 |
| 2-12-2016  | Newcastle – Harlequins   | 38-32 |
|            |                          |       |
|            | 13ª giornata             |       |
| 7-1-2017   | Gloucester – Worcester   | 55-19 |
| 7-1-2017   | Harlequins – Sale Sharks | 29-26 |
| 7-1-2017   | Northampton – Bristol    | 32-26 |
| 7-1-2017   | Saracens – Exeter        | 13-13 |
| 7-1-2017   | Wasps – Leicester        | 22-16 |
| 7-1-2017   | Newcastle – Bath         | 24-22 |
|            |                          |       |
|            | 16ª giornata             |       |
| 24-2-2017  | Bristol – Bath           | 12-11 |
| 24-2-2017  | Exeter – Newcastle       | 36-14 |
| 24-2-2017  | Harlequins – Leicester   | 18-27 |
| 24-2-2017  | Northampton – Worcester  | 24-14 |
| 24-2-2017  | Saracens – Sale Sharks   | 29-18 |
| 24-2-2017  | Wasps – Gloucester       | 35-22 |
|            |                          |       |
|            | 19ª giornata             |       |
| 7-4-2017   | Newcastle – Gloucester   | 16-14 |
| 7-4-2017   | Sale Sharks – Worcester  | 36-26 |
| 7-4-2017   | Bath – Leicester         | 27-21 |
| 7-4-2017   | Exeter – Bristol         | 38-34 |
| 7-4-2017   | Saracens – Harlequins    | 40-19 |
| 7-4-2017   | Wasps – Northampton      | 32-30 |
|            |                          |       |
|            | 22ª giornata             |       |
| 6-5-2017   | Bristol – Newcastle      | 27-39 |
| 6-5-2017   | Gloucester – Exeter      | 20-34 |
| 6-5-2017   | Northampton – Harlequins | 22-20 |
| 6-5-2017   | Sale Sharks – Bath       | 27-24 |
| 6-5-2017   | Wasps – Saracens         | 35-15 |
| 6-5-2017   | Worcester – Leicester    | 23-28 |

|            | 2ª giornata               |       |
| ---------- | ------------------------- | ----- |
| 9-9-2016   | Worcester – Gloucester    | 23-23 |
| 9-9-2016   | Sale Sharks – Harlequins  | 19-10 |
| 10-9-2016  | Bath – Newcastle          | 58-5  |
| 10-9-2016  | Leicester – Wasps         | 22-34 |
| 11-9-2016  | Bristol – Northampton     | 10-32 |
| 11-9-2016  | Exeter – Saracens         | 13-34 |
|            |                           |       |
|            | 5ª giornata               |       |
| 30-9-2016  | Bristol – Saracens        | 0-39  |
| 30-9-2016  | Northampton – Exeter      | 20-19 |
| 1-10-2016  | Sale Sharks – Leicester   | 34-30 |
| 1-10-2016  | Gloucester – Bath         | 6-15  |
| 2-10-2016  | Wasps – Harlequins        | 47-18 |
| 2-10-2016  | Worcester – Newcastle     | 11-9  |
|            |                           |       |
|            | 8ª giornata               |       |
| 18-11-2016 | Bath – Bristol            | 16-9  |
| 18-11-2016 | Worcester – Northampton   | 17-18 |
| 18-11-2016 | Newcastle – Exeter        | 19-32 |
| 18-11-2016 | Gloucester – Wasps        | 36-18 |
| 18-11-2016 | Sale Sharks – Saracens    | 13-28 |
| 18-11-2016 | Leicester – Harlequins    | 25-6  |
|            |                           |       |
|            | 11ª giornata              |       |
| 23-12-2016 | Bristol – Worcester       | 28-20 |
| 23-12-2016 | Exeter – Leicester        | 31-10 |
| 23-12-2016 | Harlequins – Gloucester   | 28-24 |
| 23-12-2016 | Northampton – Sale Sharks | 24-5  |
| 23-12-2016 | Saracens – Newcastle      | 21-6  |
| 23-12-2016 | Wasps – Bath              | 40-26 |
|            |                           |       |
|            | 14ª giornata              |       |
| 10-2-2017  | Bristol – Harlequins      | 8-42  |
| 10-2-2017  | Sale Sharks – Newcastle   | 26-24 |
| 10-2-2017  | Exeter – Wasps            | 35-35 |
| 10-2-2017  | Bath – Northampton        | 32-30 |
| 10-2-2017  | Leicester – Gloucester    | 34-9  |
| 10-2-2017  | Worcester – Saracens      | 24-18 |
|            |                           |       |
|            | 17ª giornata              |       |
| 3-3-2017   | Sale Sharks – Northampton | 12-32 |
| 3-3-2017   | Bath – Wasps              | 3-24  |
| 3-3-2017   | Gloucester – Harlequins   | 27-30 |
| 3-3-2017   | Leicester – Exeter        | 15-34 |
| 3-3-2017   | Worcester – Bristol       | 41-24 |
| 3-3-2017   | Newcastle – Saracens      | 27-35 |
|            |                           |       |
|            | 20ª giornata              |       |
| 15-4-2017  | Gloucester – Sale Sharks  | 39-30 |
| 15-4-2017  | Harlequins – Exeter       | 26-39 |
| 15-4-2017  | Leicester – Newcastle     | 30-3  |
| 15-4-2017  | Northampton – Saracens    | 25-27 |
| 15-4-2017  | Worcester – Bath          | 25-19 |
| 15-4-2017  | Bristol – Wasps           | 21-36 |

|            | 3ª giornata              |       |
| ---------- | ------------------------ | ----- |
| 16-9-2016  | Sale Sharks – Gloucester | 13-26 |
| 17-9-2016  | Bath – Worcester         | 37-22 |
| 17-9-2016  | Exeter – Harlequins      | 36-25 |
| 17-9-2016  | Saracens – Northampton   | 27-12 |
| 18-9-2016  | Wasps – Bristol          | 70-22 |
| 18-9-2016  | Newcastle – Leicester    | 13-14 |
|            |                          |       |
|            | 6ª giornata              |       |
| 7-10-2016  | Bath – Sale Sharks       | 30-3  |
| 8-10-2016  | Exeter – Gloucester      | 27-27 |
| 8-10-2016  | Harlequins – Northampton | 20-9  |
| 8-10-2016  | Leicester – Worcester    | 34-13 |
| 8-10-2016  | Newcastle – Bristol      | 19-14 |
| 9-10-2016  | Saracens – Wasps         | 30-14 |
|            |                          |       |
|            | 9ª giornata              |       |
| 25-11-2016 | Bristol – Leicester      | 16-21 |
| 25-11-2016 | Harlequins – Bath        | 21-20 |
| 25-11-2016 | Northampton – Newcastle  | 16-22 |
| 25-11-2016 | Saracens – Gloucester    | 24-20 |
| 25-11-2016 | Exeter – Worcester       | 57-22 |
| 25-11-2016 | Wasps – Sale Sharks      | 34-24 |
|            |                          |       |
|            | 12ª giornata             |       |
| 31-12-2016 | Bath – Exeter            | 11-17 |
| 31-12-2016 | Gloucester – Northampton | 12-13 |
| 31-12-2016 | Leicester – Saracens     | 12-16 |
| 31-12-2016 | Newcastle – Wasps        | 30-34 |
| 31-12-2016 | Sale Sharks – Bristol    | 23-24 |
| 31-12-2016 | Worcester – Harlequins   | 24-17 |
|            |                          |       |
|            | 15ª giornata             |       |
| 17-2-2017  | Sale Sharks – Wasps      | 34-28 |
| 17-2-2017  | Bath – Harlequins        | 22-12 |
| 17-2-2017  | Gloucester – Saracens    | 31-23 |
| 17-2-2017  | Leicester – Bristol      | 50-17 |
| 17-2-2017  | Worcester – Exeter       | 32-48 |
| 17-2-2017  | Newcastle – Northampton  | 46-31 |
|            |                          |       |
|            | 18ª giornata             |       |
| 25-3-2017  | Exeter – Sale Sharks     | 30-25 |
| 25-3-2017  | Harlequins – Newcastle   | 53-17 |
| 25-3-2017  | Northampton – Leicester  | 31-36 |
| 25-3-2017  | Saracens – Bath          | 53-10 |
| 25-3-2017  | Wasps – Worcester        | 40-33 |
| 25-3-2017  | Bristol – Gloucester     | 14-32 |
|            |                          |       |
|            | 21ª giornata             |       |
| 28-4-2017  | Newcastle – Worcester    | 16-14 |
| 28-4-2017  | Bath – Gloucester        | 44-20 |
| 28-4-2017  | Exeter – Northampton     | 36-12 |
| 28-4-2017  | Harlequins – Wasps       | 32-13 |
| 28-4-2017  | Leicester – Sale Sharks  | 41-18 |
| 28-4-2017  | Saracens – Bristol       | 27-9  |

### Classifica
| Pos | Squadra     | G  | V  | N | P  | PF  | PS  | DP   | BMP | Pt |
| --- | ----------- | -- | -- | - | -- | --- | --- | ---- | --- | -- |
| 1   | Wasps       | 22 | 17 | 1 | 4  | 693 | 502 | +191 | 14  | 84 |
| 2   | Exeter      | 22 | 15 | 3 | 4  | 667 | 452 | +215 | 18  | 84 |
| 3   | Saracens    | 22 | 16 | 1 | 5  | 579 | 345 | +234 | 11  | 77 |
| 4   | Leicester   | 22 | 14 | 0 | 8  | 567 | 445 | +122 | 10  | 66 |
| 5   | Bath        | 22 | 12 | 0 | 10 | 486 | 440 | +46  | 11  | 59 |
| 6   | Harlequins  | 22 | 11 | 0 | 11 | 532 | 526 | +6   | 8   | 52 |
| 7   | Northampton | 22 | 10 | 0 | 12 | 476 | 490 | −14  | 12  | 52 |
| 8   | Newcastle   | 22 | 10 | 0 | 12 | 430 | 581 | −151 | 9   | 49 |
| 9   | Gloucester  | 22 | 7  | 2 | 13 | 533 | 537 | −4   | 14  | 46 |
| 10  | Sale Sharks | 22 | 7  | 1 | 14 | 471 | 595 | −124 | 10  | 40 |
| 11  | Worcester   | 22 | 5  | 2 | 15 | 466 | 662 | −196 | 9   | 33 |
| 12  | Bristol     | 22 | 3  | 0 | 19 | 382 | 707 | −325 | 8   | 20 |

## Play-off
|  | Semifinali | Semifinali | Semifinali |        |       | Finale | Finale | Finale |  |
|  |            |            |            |        |       |        |        |        |  |
|  | 1          | Wasps      | 21         |        |       |        |        |        |  |
|  | 1          | Wasps      | 21         |        |       |        |        |        |  |
|  | 4          | Leicester  | 20         |        |       |        |        |        |  |
|  | 4          | Leicester  | 20         |        | Wasps | Wasps  | 20     |        |  |
|  |            |            |            |        | Wasps | Wasps  | 20     |        |  |
|  |            |            | Exeter     | Exeter | 23    |        |        |        |  |
|  | 2          | Exeter     | Exeter     | Exeter | 23    | 18     |        |        |  |
|  | 2          | Exeter     |            |        |       |        |        |        |  |
|  | 3          | Saracens   | 16         |        |       |        |        |        |  |

### Semifinali
| Arbitro: | Wayne Barnes (Gloucester) |

|                            |      |                      |
| Nowell 42’ S. Simmonds 79’ | mt   | 56’ Wyles 75’ Ellery |
| Steenson 42’               | tr   |                      |
| Steenson 25’, 30’          | c.p. | 4’, 14’ O. Farrell   |

| Arbitro: | Matthew Carley (Kent) |

|                       |      |                       |
| Beale 7’ Bassett 77’  | mt   | 26’ Betham 51’ Veainu |
| Gopperth 7’           | tr   | 26’, 51’ Burns        |
| Gopperth 1’, 23’, 39’ | c.p. | 16’, 20’ Burns        |

### Finale
| Arbitro: | J.P. Doyle (Londra) |

| |              | |
| Nowell 13’ Dollman 27’ | mt           | 40’ Gopperth 43’ Daly |
| Steenson 13’, 27’ | tr           | 40’, 43’ Gopperth |
| Steenson 63’, 79’, 97’ | c.p.         | 17’, 53’ Gopperth |
| · 45’ Dollman · Nowell · Whitten · 75’ Devoto · Woodburn · Steenson · 49’ S. Townsend · Waldrom · Armand · 52’ Horstmann · Parling · 59’ Dennis · 49’ H. Williams · 49’ Cowan Dickie · 49’ Moon | Formazioni   | · Le Roux · Wade · Daly · Gopperth · Bassett · Cipriani · Robson 57’ · Hughes 18’ 26’ · T. Young 63’ · Haskell · Symons 57’ · Launchbury · Swainston 26’ · T. Taylor 63’ · Mullan 57’ 83’ |
| · 49’ Yeandle · 49’ Rimmer · 49’ Francis · 52’ Lees · 59’ S. Simmonds · 49’ Chudley · 45’ H. Slade · 75’ Campagnaro                                                                             | Sostituzioni | · Johnson 63’ · McIntyre 57’ · Moore 26’ 83’ · Myall 57’ · Thompson 17’ 26’ 63’ · Simpson 57’ · Leiua · Halai                                                                             |
| Rob Baxter | Allenatori   | Dai Young |

## Verdetti
- Exeter: Campione d'Inghilterra.
- Exeter, Wasps, Saracens, Leicester, Bath, Harlequins: qualificate alla Champions Cup 2017-18.
- Northampton: allo spareggio con la settima classificata di Pro12 e Top 14 per l'accesso alla Champions Cup 2017-18.
- : Newcastle, Gloucester, Sale Sharks, Worcester: qualificate alla Challenge Cup 2017-18.
- Bristol: retrocesso in RFU Championship 2017-18.